# Sobór Przemienienia Pańskiego w Petersburgu

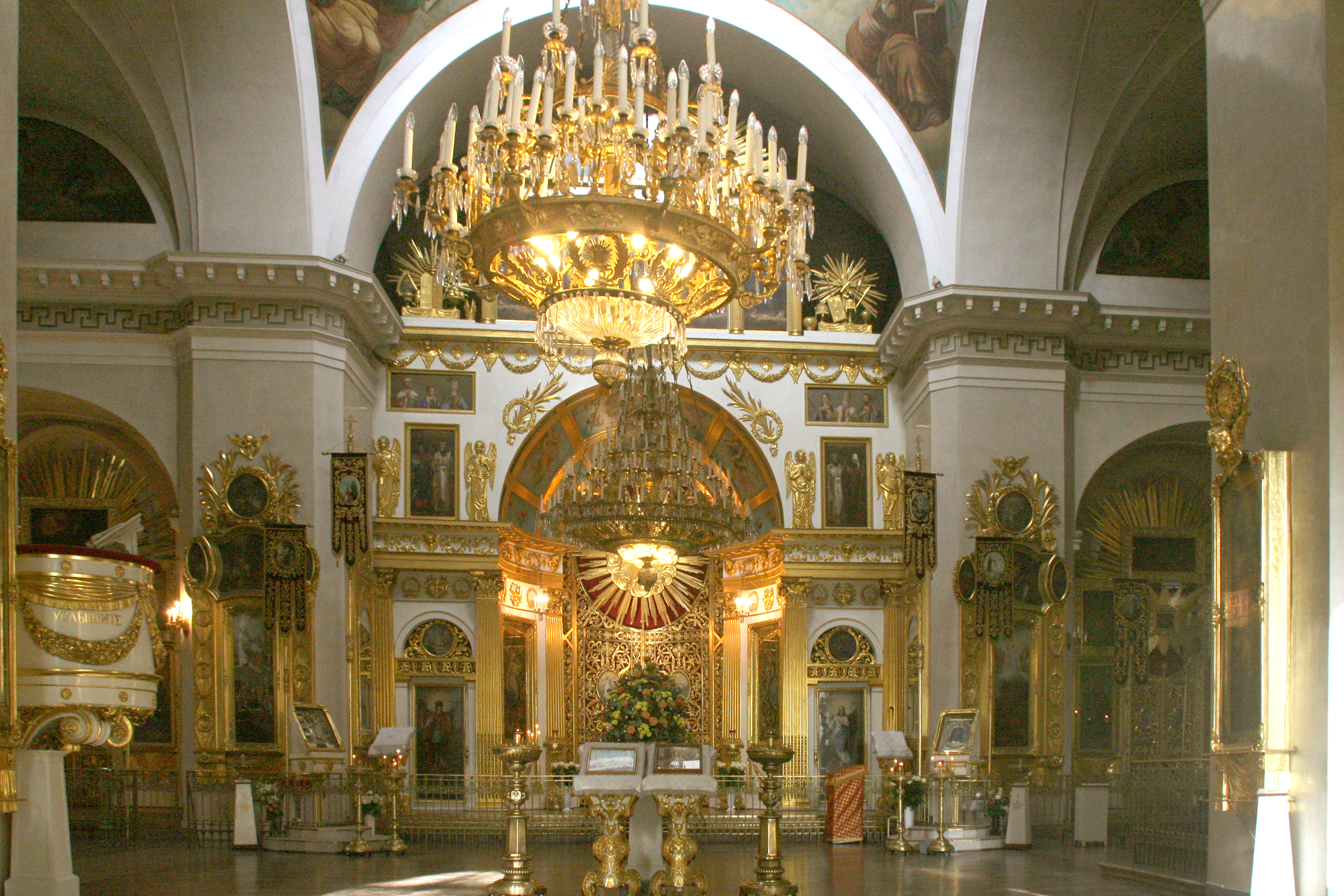
Wnętrze świątyni

Sobór Przemienienia Pańskiego – prawosławny sobór w Petersburgu, na Placu Prieobrażenskim w rejonie centralnym miasta, w jurysdykcji eparchii petersburskiej Rosyjskiego Kościoła Prawosławnego. W Imperium Rosyjskim była to świątynia pułkowa Lejb-Gwardyjskiego Preobrażeńskiego Pułku, jak również pozostałych formacji gwardyjskich wojska rosyjskiego.

## Historia

### Okoliczności budowy pierwszego soboru Przemienienia Pańskiego
Budowa soboru miała związek z wydarzeniami r. 1741. Dzięki poparciu pułków gwardyjskich Elżbieta, córka Piotra I, przeprowadziła zamach stanu i odsunęła od władzy Iwana VI i faktycznie rządzącą krajem regentkę, jego matkę Annę. Elżbieta planowała wzniesienie cerkwi w sąsiedztwie gwardyjskich koszar od momentu przejęcia władzy. Autorem projektu świątyni, cerkwi Przemienienia Pańskiego z trzema ołtarzami, był Michaił Ziemcow. Budowa obiektu trwała od 1743 do 1754, w wymienionym roku budowla została poświęcona. W 1796 car Paweł I nadał świątyni rangę soboru wszystkich jednostek gwardii.

### Funkcjonowanie soboru w Rosji carskiej
W 1825 sobór został niemal całkowicie zniszczony przez pożar, z wnętrza wyniesiono jedynie niektóre cenne elementy wyposażenia. Car Aleksander I polecił natychmiastową odbudowę świątyni. Nowy projekt opracował Wasilij Stasow. Prace budowlane trwały od 1827 do 1828. Pięciokopułowy sobór utrzymany był w stylu klasycystycznym (styl empire). Z uwagi na związek soboru z wojskiem w jego wnętrzu znajdowały się sztandary pułkowe oraz przedmioty zdobyte w czasie wojen rosyjsko-tureckich, jak również gwardyjskie mundury carów Aleksandra I, Mikołaja I i Aleksandra II. Po śmierci tego ostatniego w zamachu zorganizowanym przez Narodną Wolę do soboru wstawiono szablę, którą miał przy sobie car w momencie ataku. Ponadto wokół świątyni wzniesiono w latach 1832–1833 ogrodzenie z przetopionych zdobycznych armat tureckich. Sobór nie podlegał strukturom eparchii petersburskiej, lecz protoprezbiterowi duchowieństwa armii i floty, sprawami gospodarczymi zarządzał ktitor wskazywany przez dowódcę Pułku Prieobrażenskiego, typowany spośród zasłużonych oficerów gwardii. Świątynią parafialną sobór stał się dopiero po rewolucji październikowej, w 1918.

### W ZSRR
Sobór Przemienienia Pańskiego przez cały okres istnienia ZSRR pozostawał czynny, przez pewien czas należał do Żywej Cerkwi. Najważniejsze elementy wyposażenia jego wnętrza również pozostały na swoim miejscu. Jedynie w czasie akcji konfiskaty kosztowności cerkiewnych ze świątyni wyniesiono większość cennych ikon, natomiast elementy wyposażenia związane z wojskiem trafiły do Muzeum Artylerii, a następnie do zbiorów Ermitażu.

## Architektura

### Wystrój wnętrza
W soborze znajduje się czterorzędowy złocony ikonostas z ikonami napisanymi przez A. Ugriumowa, W. Szebujewa oraz A. Iwanowa, wykonany według projektu Stasowa. Szczególnym kultem otaczane są przechowywane w obiekcie ikony Obrazu Chrystusa Nie Ludzką Ręką Uczynionego oraz kopia Ikony Matki Bożej „Wszystkich Strapionych Radość”. Pierwsza z ikon została napisana przez Simona Uszakowa dla cara Aleksego, następnie była własnością jego drugiej żony Natalii Naryszkiny i jej syna Piotra. Car Piotr zawsze miał ikonę przy sobie, zaś do soboru Przemienienia Pańskiego wizerunek trafił w 1938. Drugi z wymienionych wizerunków został napisany na polecenie Natalii Aleksiejewny, siostry Piotra I, bezpośrednio na podstawie oryginalnej ikony przechowywanej w cerkwi Ikony Matki Bożej „Wszystkich Strapionych Radość” w Moskwie. Ikona była przechowywana w cerkwi pod tym samym wezwaniem przy ulicy Szpalernej w Petersburgu do jej zamknięcia w 1932.
Trzy ołtarze soboru poświęcone są Przemienieniu Pańskiemu, św. Klemensowi i św. Piotrowi, patriarsze Aleksandrii oraz św. Sergiuszowi z Radoneża. W świątyni znajduje się panikadiło na 120 świec.